# 기니의 경제
기니의 경제는 농업과 다른 농촌 활동에 크게 의존한다. 기니는 세계적으로 입증된 보크사이트 매장량의 4분의 1을 보유하고 있으며, 18억톤 이상의 고급 철광석, 상당한 다이아몬드 및 금 매장량, 미확정 우라늄을 보유하고 있다.
기니는 농업과 어업 분야에서도 상당한 성장 잠재력을 가지고 있다. 토지, 물 및 기후 조건은 대규모 관개 농업과 농업 산업을 위한 기회를 제공한다. 기니의 해외 거주 및 근로자들의 송금과 커피 수출은 기니의 나머지 외환 산업을 차지한다.

## 경제사

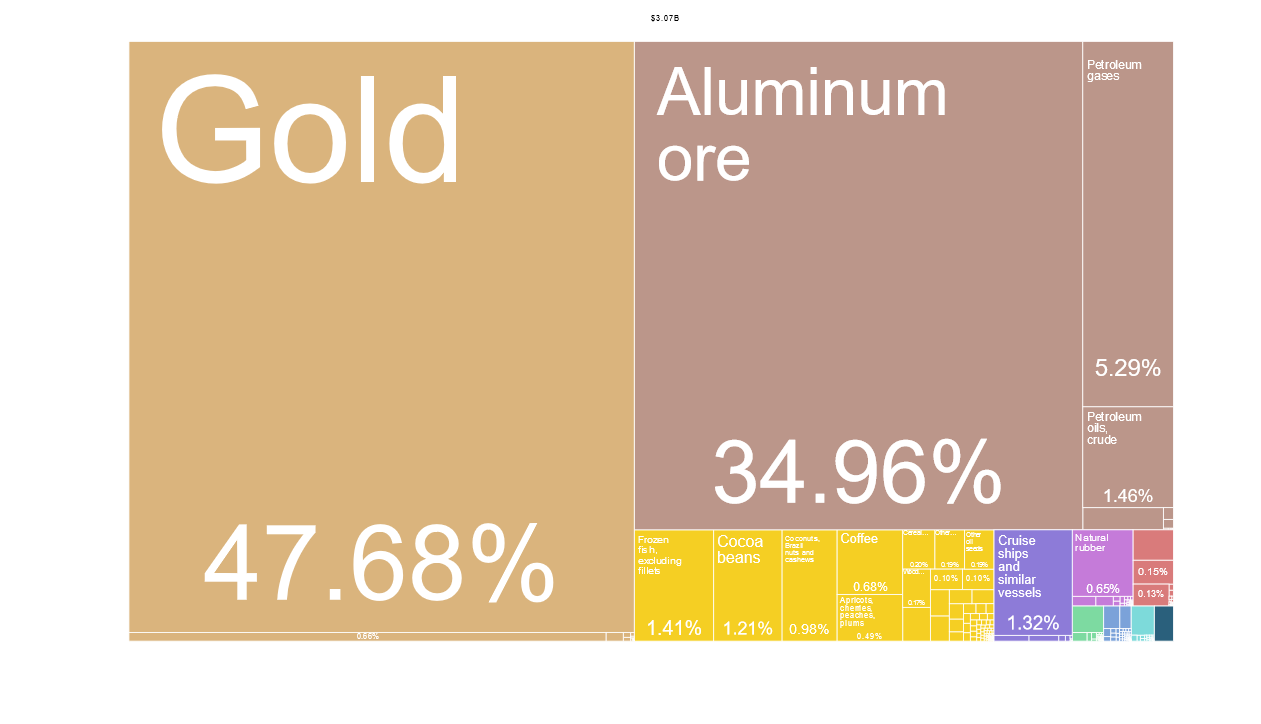
2016년 기니 제품에서 트리맵 수출

기니는 프랑스 식민지 대부분을 포함하는 프랑스 영역 국가의 일부였다. 독립 이후, 이 나라들은 완전히 경제적 자유가 되지는 않았다. 프랑스는 통화자치에 반대하기로 결정했기 때문에 자유롭게 전환할 수 있는 통화를 사용할 수 없었다. 새 정부의 국가 개입은 수입 쿼터와 내부 가격 통제로 특징지어졌다. 1980년경까지 프랑존 국가들은 평균적으로 자국 통화를 사용할 수 있는 영국 통화에 비해 낮은 인플레이션과 높은 경제 성장을 보였다. 그러나 1980년 이후의 시기와 구조 조정으로 특징지어지는 경제적 자유주의와 관련하여, 프랑스 영역 국가들은 나머지 국가들을 능가할 수 없었다.
기니 정부는 1985년부터 민간에 상업활동을 환원하고 투자를 촉진하며 경제에서 국가의 역할을 축소하고 행정 및 사법 체계를 개선하는 정책을 채택하고 있다. 정부는 농업기업과 해외무역에 대한 규제를 철폐하고, 상당수의 지방정부를 청산하고, 교육에 대한 지출을 늘렸으며, 공무원을 대폭 축소했다. 정부도 재정 구조조정에서 큰 진전을 이뤘다.
국제 통화 기금(IMF)과 세계은행은 기니의 경제 발전에 많은 관여하고 있으며, 미국을 포함한 많은 양국 공여국들도 마찬가지이다. 기니의 경제 개혁은 경제 비율을 5%로 개선하고 인플레이션 비율을 약 99%로 줄이는 것은 물론 공식적인 지출을 억제하면서 정부 수익을 늘리는 등 최근 괄목할 만한 성공을 거두고 있다. 기니의 대외채무 부담은 여전히 높지만, 기니는 현재 대외채무 상환을 진행하고 있다.
현재 기니의 1인당 GDP는 1990년대에 16% 감소했다.
정부는 자유기업 정신으로 경제활동을 활성화하기 위해 1998년 민간투자코드를 개정했다. 이 법규는 외국인과 국적을 차별하지 않으며 이익의 송환을 규정한다. 코나크리 외곽에 있는 외국 투자자들은 특히 유리한 조건을 가질 자격이 있다. 모든 투자 제안을 검토하기 위한 국가 투자 위원회가 구성되었다. 미국과 기니는 OPIC를 통해 미국 투자자들에게 정치적 위험 보험을 제공하는 투자보증협정을 체결했다. 기니는 상업적 분쟁의 신속한 해결을 위해 중재재판소 시스템을 출범시킬 계획이다
2009년 평균 임금은 시간당 0.45달러였다.
2002년 IMF는 정부가 주요 성과 기준을 충족하지 못했다는 이유로 기니의 빈곤감소성장시설(PRGF)을 중단했다. 세계은행은 PRGF의 검토에서 기니가 목표한 사회적 우선순위 부문에서 지출 목표를 달성했다고 언급했다. 그러나 다른 분야, 주로 국방비 지출은 상당한 재정적자에 기여했다. IMF 자금의 손실로 정부는 중앙은행 선전을 통해 부채를 조달할 수밖에 없었다. 건전하지 못한 경제정책을 추구하는 것은 바로잡기 어려운 불균형을 초래하고 있다.
디알로 당시 총리 시절 정부는 2004년 12월 IMF와 함께 기니를 PRGF로 복귀시키기 위한 엄격한 개혁 안건을 시작했다. 이러한 개혁은 2004년 27%, 2005년 30%에 달했던 인플레이션을 줄이지 못했다. 통화 감가상각도 관심사다. 기니 프랑은 2005년 1월 달러화에 2550에 거래되었다. 2006년 10월까지 달러당 5554달러를 기록했다. 2016년 8월에 그 숫자는 9089에 도달했다.
2005년 기니와 말리를 연결하는 새로운 도로가 개통되었지만, 대부분의 주요 도로들은 보수가 제대로 되지 않아 현지 시장으로의 상품 배송이 지연되고 있다. 전기와 물 부족이 빈번하고 지속되고 있으며, 많은 사업체들이 문을 열기 위해 비싼 발전기와 연료를 사용할 수밖에 없다.

## 경제 부문

### 농업
기니는 농업과 어업 분야에서도 상당한 성장 잠재력을 가지고 있다. 토지, 물 및 기후 조건은 대규모 관개 농업과 농업 산업을 위한 기회를 제공한다. 이 모든 분야에서 투자와 상업 활동의 가능성이 존재하지만, 기니의 열악한 인프라가 투자 프로젝트에 계속 걸림돌로 작용하고 있다.

### 에너지
기니의 에너지 믹스는 바이오매스, 석유 및 수력 발전이라는 세 가지 주요 에너지원을 구성한다. 바이오매스(대부분 목탄)는 78%로 기니에서 일차 에너지 소비에 가장 큰 기여를 한다. 그것은 현지에서 생산되는 반면 기니는 모든 석유 제품을 수입한다.

### 통신
기니 사람들은 서아프리카에서 가장 가난한 사람들 중 하나이며 이러한 현실은 기니의 통신 환경 발전에 반영되어 있다. 라디오는 기니의 대중들에게 가장 중요한 정보원이며, 온 나라에 도달하는 유일한 정보원이다.
정부 소유의 단일 라디오 방송국과 민간 라디오 방송국, 그리고 정부 TV 방송국 한 곳이 있다. 고정식 전화 시스템은 2012년에 1만 8천 회선에 불과해 1천 5백만 명의 주민에게 서비스를 제공할 수 있을 정도로 불충분하다. 모바일 셀룰러 시스템은 빠르게 성장하고 있으며 2012년에는 약 480만 개의 회선이 있을 것으로 추산된다. 인터넷 사용량은 매우 낮아 2012년에는 인구의 1.5%에 불과하다.

## 같이 보기
- 기니 프랑
- 유엔 아프리카 경제 위원회